# Wimbledon 1931
De 51e editie van het Britse grandslamtoernooi, Wimbledon 1931, werd gehouden van maandag 22 juni tot en met zaterdag 4 juli 1931. Voor de vrouwen was het de 44e editie van het Britse graskampioenschap. Het toernooi werd gespeeld bij de All England Lawn Tennis and Croquet Club in de wijk Wimbledon van de Britse hoofdstad Londen.
De Amerikaan Sidney Wood won zijn enige grandslamtitel.
De Duitse Cilly Aussem won haar finale van landgenote Hilde Krahwinkel
Op de enige zondag tijdens het toernooi (Middle Sunday) werd traditioneel niet gespeeld.

## Belangrijkste uitslagen
Mannenenkelspel

Finale: Sidney Wood (Verenigde Staten) kreeg een walk-over van Frank Shields (Verenigde Staten) 
Vrouwenenkelspel

Finale: Cilly Aussem (Duitsland) won van Hilde Krahwinkel (Duitsland) met 6-2, 7-5 
Mannendubbelspel

Finale: George Lott (Verenigde Staten) en John Van Ryn (Verenigde Staten) wonnen van Jacques Brugnon (Frankrijk) en Henri Cochet (Frankrijk) met 6–2, 10–8, 9–11, 3–6, 6–3 
Vrouwendubbelspel

Finale: Dorothy Shepherd-Barron (Verenigd Koninkrijk) en Phyllis Mudford (Verenigd Koninkrijk) wonnen van Doris Metaxa (Frankrijk) en Josane Sigart (België) met 3–6, 6–3, 6–4 
Gemengd dubbelspel

Finale: Anna Harper (Verenigde Staten) en  George Lott (Verenigde Staten) wonnen van Joan Ridley (Verenigd Koninkrijk) en Ian Collins (Verenigd Koninkrijk) met 6–3, 1–6, 6–1 
Een juniorentoernooi werd voor het eerst in 1947 gespeeld.